# Amy White
Amy White (n. 20 octombrie 1968, Redondo Beach⁠(d), California, SUA) este o înotătoare americană, medaliată olimpică. A participat la o ediție a Jocurilor Olimpice (1984) în care a câștigat două medalii de argint.